# Любава Дмитриевна

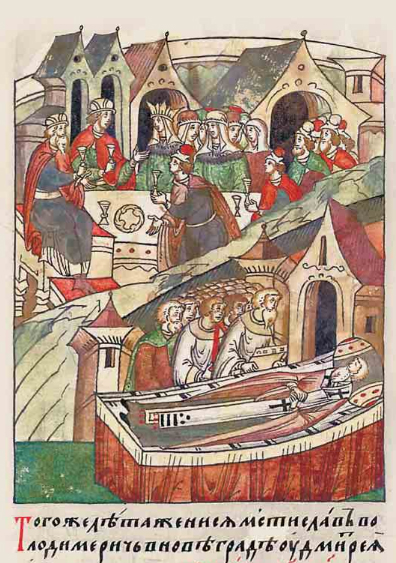
Свадьба Мстислава Владимировича с Любавой (внизу похороны епископа). Из Лицевого летописного свода XVI в.

Любава Дмитриевна (ок. 1104 — пос. 1167) — вторая жена (с 1122 г.) великого князя киевского Мстислава Владимировича Великого, дочь новгородского посадника Дмитра Завидича.

## Биография
Имени второй жены Мстислава летописные источники не знают, Любавой её называет только В. Н. Татищев, а исследователи с осторожностью относятся к приведённым им женским именам. У Татищева отмечается, что «Мстислав Владимирович женился в Новгороде, взял Любаву, дочь посадника Дмитрия Давыдовича». Доказано, что у отца Дмитра Завидича христианским именем было Евстафий, поэтому отчество отца Любавы у Татищева названо неверно. Любавой, вслед за Татищевым, жену Мстислава называет и Н. М. Карамзин. (Ф. Б. Успенский указывает на происхождение некоторых знатных новгородских родов от Рёгнвальда Ульвссона и предполагает, что что-то похожее могло быть причиной выбора этой невесты русским князем).
В летописи не указывается, когда именно был назначен на посадничество её отец Дмитр Завидич, но говорится, что его смерть наступила летом 1117 г. Летописец упоминает семь месяцев его единоличного управления Новгородской землёй, не только как посадника, но и как замещающего функции князя. У Любавы был брат Завид (ум. в 1128), в дальнейшем тоже посадник.
Её свадьба с Мстиславом состоялась в 1122 г., хотя его первая жена, Христина, умерла только в начале этого же года. Из летописей можно сделать вывод, что после смерти мужа в 1132 г. Любава Дмитриевна продолжала жить в Киеве и пользовалась уважением киевлян и представителей княжеской фамилии. Известно, что в 1141 г. её пасынок Изяслав Мстиславич обратился к ней с просьбой, чтобы она выпросила у своего зятя великого князя Всеволода Ольговича новгородское княжение для другого пасынка — Святополка. Просьба была выполнена.
Когда в 1149 г. великокняжеский престол занял Юрий Долгорукий, Любаве пришлось уехать из Киева, так как, возможно, они принадлежали разным политическим силам. Она поселилась у своего сына Владимира во Владимире-Волынском.

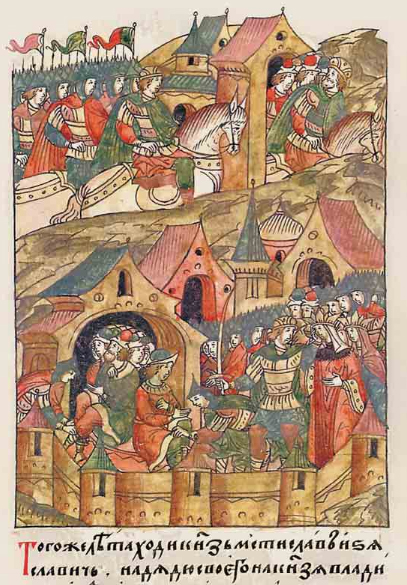
Владимир Мстиславич с женой и матерью (внизу). Из Лицевого летописного свода XVI в.

В 1156 г. навестила свою дочь Евфросинию, венгерскую королеву. В Ипатьевской летописи сказано: «Тогда же и Володимир Мстиславич пусти мать свою Мьстиславлю в Угры, ко королеви, зятиви своему; король же вда много имения тещи своей».
Вернувшись в следующем году во Владимир-Волынский, Любава оказалась в центре междоусобицы между сыном и племянником Мстиславом Изяславичем. Владимиру пришлось бежать, а его мать и жена оказались во власти Мстислава, который разграбил княжескую казну, в том числе и подарки венгерского короля, княгинь же на возах отправил к Луцку. Выйти из плена Любава с невесткой смогли только в 1158 г., когда из Венгрии вернулся её сын Владимир и попросил помощи у Юрия Долгорукого.
Вскоре, с восшествием на великокняжеский престол её пасынка Ростислава Мстиславича, Любава, вероятно, вернулась в Киев. Известно, что после смерти Ростислава её сын Владимир по дороге в Киев встречался с ней в Вышгороде, чтобы обсудить текущую ситуацию. Когда Владимир вместе с чёрными клобуками попытался захватить Киев, разбивший его Мстислав Изяславич отправился к Любаве Дмитриевне и заявил ей: «Иди в Городок, а оттуда камо тебе годно; не могу с тобою жити одином месте, зане сын твой ловит головы моея всегда». Княгиня отправилась в Чернигов.
Более в летописях о ней сведений нет.
Её внук Бела III был протестирован на ДНК и имел mt-гаплогруппу H1b.

## Дети
- Ефросинья Мстиславна (1130—1186), в 1146 г. вышла замуж за короля Венгрии Гезу II
- Ярополк Мстиславич, князь Поросский, ум. в 1149 г.
- Владимир Мстиславич (1132—1171)